# Nozay (Essonne)
Nozay – miejscowość i gmina we Francji, w regionie Île-de-France, w departamencie Essonne.
Według danych na rok 1990 gminę zamieszkiwało 2636 osób, a gęstość zaludnienia wynosiła 359 osób/km² (wśród 1287 gmin regionu Île-de-France Nozay plasuje się na 428. miejscu pod względem liczby ludności, natomiast pod względem powierzchni na miejscu 528.).